# Satyrus magica
Satyrus magica är en fjärilsart som beskrevs av Charles Oberthür 1886. Satyrus magica ingår i släktet Satyrus och familjen praktfjärilar. Inga underarter finns listade.